# 寧山君
宁山忠僖君忠僖公李恮 （1490-1538） 朝鲜成宗李娎十四子。母淑容沈氏。逝世，年四十八。谥号忠僖。

## 家人
- 金陵郡夫人沈氏（1504-1524）贊成沈順路심순로的女儿
- 继夫人交城郡夫人郑氏，贊成郑弘先정홍선的女儿
- 侧室黄氏，主簿黃徵황징的女儿。
- 妾室香伊향이
- 妾室於汝分

## 儿子
- 银川君李禎 은천군 이정（1514-）宁山君忠僖公李恮长子，母妾室。
- 梁山君李祿 양산군 이록 （1517-1573）宁山君忠僖公李恮次子，母妾室於汝分。逝世，年五十四。
- 长兴君李祥 장흥군 이상（1520-15 ）宁山君忠僖公李恮三子，母侧室黄氏。
- 阴城都正李裕음성도정 유 （1534-1588）宁山君忠僖公李恮四子，母妾室香伊。逝世，年五十四。